# 라에르테스
라에르테스(Laertes)는 그리스 신화에 나오는 오디세우스의 아버지이다. 아르케시오스와 칼코메두사 사이에 태어난 아들로, 안티클레이아를 아내로 삼아 오디세우스를 낳았다. 오디세우스가 트로이에 원정하였을 때에는 시골에서 농사를 짓고 있었으나, 아들이 귀국한 후 아테나 여신의 마법으로 활력을 되찾아 안티노스의 아버지 에우페이테스를 죽였다.